# Język akadyjski
Język akadyjski (akad. akkadû) – język z grupy semickiej, używany w Mezopotamii od połowy III tysiąclecia p.n.e. do początków I tysiąclecia n.e. Nazwa języka pochodzi od miasta Akad w środkowej Mezopotamii, stolicy imperium akadyjskiego, założonego około 2350 roku p.n.e. przez Sargona.
W literaturze naukowej określenia „język akadyjski” używa się w dwóch znaczeniach. W węższym termin ten oznacza najstarszy etap rozwoju języka ludów semickich, zamieszkałych na terenach, na których później powstały Babilonia, Asyria i Subartu. W szerszym znaczeniu (choć tu stosowanie terminu nie jest zalecane) jest to język mezopotamski, którym posługiwano się w Międzyrzeczu od III tysiąclecia p.n.e. do początków naszej ery.
W drugiej połowie II tysiąclecia p.n.e. był używany w kontaktach dyplomatycznych między państwami Egiptu, Mezopotamii, Anatolii, Izraela i Syrii.
Głównymi dialektami języka akadyjskiego były: dialekt staroakadyjski, dialekt asyryjski i dialekt babiloński.

## Pismo

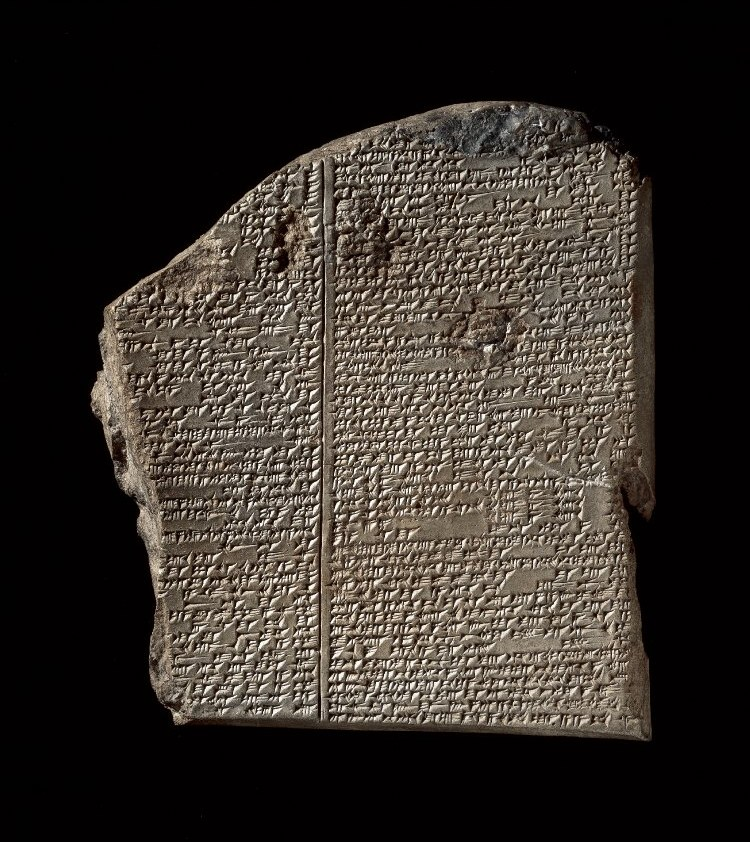
Tabliczka z „Eposem o Gilgameszu” opisująca potop.

Język akadyjski zapisywany był sumeryjskim pismem klinowym, zawierającym znaki logograficzne i sylabiczne. Pismo to nie pozwalało oddać wielu typowo semickich dźwięków mowy, takich jak spółgłoski emfatyczne. Z drugiej strony zapis ten uwzględniał samogłoski, czego nie czyni współczesne pismo arabskie i hebrajskie.

## Fonetyka

### Samogłoski
W języku akadyjskim istniały cztery samogłoski: a,e,i,u. Samogłoska e pojawiła się po zaniku spółgłosek gardłowych jako rekompensata – np. „cztery” to po akadyjsku erbe, a po arabsku 'arba’ah. Iloczas był fonemiczny, podobnie jak w arabskim i hebrajskim. Nie było tonów.

### Spółgłoski
W języku akadyjskim w porównaniu z prasemickim obserwuje się zanik spółgłosek artykułowanych w tylnej części aparatu mowy ([ɣ], [ħ], [ʕ] i [h]). Możliwe jest także że przynajmniej niektóre z tych dźwięków istniały w akadyjskim, choć nie były uwzględniane w zapisie klinowym.
| Spółgłoski         | Zwarte dźwięczne | Zwarte bezdźwięczne | Szczelinowe dźwięczne | Szczelinowe bezdźwięczne | Nosówki | Półotwarte / Półsamogłoski |
| ------------------ | ---------------- | ------------------- | --------------------- | ------------------------ | ------- | -------------------------- |
| Wargowe            | b                | p                   |                       |                          | m       | w                          |
| Zębowe             | d                | t                   | z                     | s                        | n       | r, l                       |
| Emfatyczne         |                  | ţ [tˁ]              |                       | ş [sˁ]                   |         |                            |
| Podniebienne       |                  |                     |                       | š [ʃ]                    |         | j                          |
| Miękkopodniebienne | g                | k                   |                       |                          |         |                            |
| Języczkowe         |                  | q                   |                       | h [χ]                    |         |                            |

W dialekcie asyryjskim fonem š był zastępowany przez s (zjawisko analogiczne do polskiego mazurzenia).

## Gramatyka

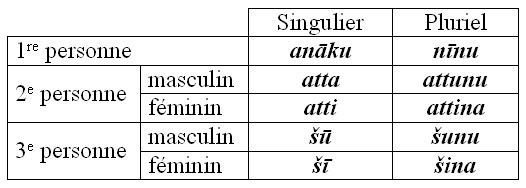
Deklinacja samodzielnego zaimka osobowego

### Rzeczownik
W języku akadyjskim istniały trzy przypadki (mianownik, dopełniacz i biernik), dwa rodzaje (męski i żeński) i trzy liczby (pojedyncza, podwójna i mnoga).
Poniżej zamieszczona jest pełna odmiana rzeczownika „król” (rdzeń šarr):
Liczba pojedyncza
- M. šarrum
- D. šarrim
- B. šarram

Liczba podwójna
- M. šarrān
- D. šarrīn
- B. šarrīn

Liczba mnoga
- M. šarrū
- D. šarrī
- B. šarrī

Formy żeńskie tworzono przez dodanie morfemu -at- po rdzeniu wyrazu: królowa (w mianowniku liczby pojedynczej) to šarratum. Liczbę mnogą rzeczowników żeńskich tworzono wydłużając samogłoskę: królowe to šarrātum.
Jeśli dany rzeczownik występował tylko w rodzaju żeńskim, to nie przyjmował żeńskiej końcówki w liczbie pojedynczej. Matka to po akadyjsku ummum, ale matki to ummātum.
Rzeczownik określany przez inny rzeczownik lub przymiotnik występuje w stanie konstrukcji, fonetycznie często tożsamym z rdzeniem. Dom króla, pałac to po akadyjsku bīt šarrim. Liczba mnoga rzeczownika w stanie konstrukcji ma końcówkę -ū (bītu šarrim – pałace).

### Przymiotnik
Przymiotniki, podobnie jak w języku polskim, odmieniały się przez liczby, rodzaje i przypadki.
Wyraz określający następował zawsze po wyrazie określanym, tak jak w innych językach semickich, np. ezzūtu šārū „porywiste wiatry”, dosłownie „wiatry porywiste”

### Czasownik
Akadyjskie czasowniki odmieniały się przez osoby, czasy i strony. Istniały cztery czasy: statywny, teraźniejszy, przeszły dokonany i przeszły niedokonany. W drugiej i trzeciej osobie liczby pojedynczej i w trzeciej osobie liczby mnogiej formy czasownika wykazują zróżnicowanie w zależności od rodzaju podmiotu: tarappud i tarappudī znaczą „ty biegniesz”, ale pierwszej formy używano zwracając się do mężczyzny, drugiej – do kobiety. Ze względu na postpozycję zaimków odnoszących się do dopełnienia istnieje bardzo duża liczba form czasownika, np. ikašadani ‘on zwycięża mnie’, ikašadši ‘on zwycięża ją’, ikašadannaši ‘on zwycięża nas’.
W języku akadyjskim istnieje jako forma fleksyjna kauzatywność czasownika – np. dummuqum „czynić dobrym” wobec damāqum „być dobrym”. Istnieje też forma intensywna – np. šitappurum „ciągle pisać” wobec šaparum „pisać”.

### Składnia
Język akadyjski charakteryzuje się zmianą szyku zdania z VSO na SOV, prawdopodobnie pod wpływem sumeryjskiego substratu. Pod koniec I tysiąclecia p.n.e., pod wpływem języka aramejskiego szyk zdania wrócił do VSO.

## Liczebniki
- 1 ištēn
- 2 šena
- 3 šalaš
- 4 erbe
- 5 hamiš
- 6 šiššu
- 7 sebe
- 8 samāne
- 9 tiše
- 10 ešer